# Józef Bilczewski
José Bilczewski (em ucraniano  Йосип Більчевський), (Wilamowice, 26 de abril de 1860 – Lviv, 20 de março de 1923), foi um Arcebispo católico da cidade de Lviv. Ucraniano, foi professor de teologia da Universidade de Lviv e reitor da mesma. Desde 2005, é venerado como santo na Igreja Católica Apostólica Romana.

## Infância
Era o primeiro dos nove filhos de Francisco e Ana Fajkisz, uma família de camponeses, onde desde cedo aprendeu as orações e as primeiras noções do catecismo, fazendo nascer nele a fé viva que o acompanhará durante toda a vida.

## Juventude e Sarcerdócio
Em 1872, terminados os estudos primários, os pais mandaram José ao ginásio na cidade de Wadowice, onde muitos anos mais tarde estudou também João Paulo II. Ele dedicou-se com muito empenho aos estudos, obtendo ótimos resultados. Nesse período participava quotidianamente e com devoção nas celebrações na igreja paroquial e decidiu entrar no Seminário Diocesano de Cracóvia, onde desenvolveu ainda mais o espírito de devoção, aprofundando a sua formação humana e espiritual. Recebeu a Ordenação sacerdotal a 6 de Julho de 1884. Depois de um ano de trabalho pastoral com grande zelo e dedicação foi enviado a prosseguir os estudos primeiro em Viena, e em seguida, em Roma e Paris. Trabalhou durante muito tempo como professor de Dogmática Especial na Universidade de Lviv. Foi nomeado Arcebispo de Lviv para o rito latino em 17 de Dezembro de 1900 e recebeu a Ordenação episcopal a 20 de Janeiro de 1901.
Ele hauria este amor universal do Coração de Jesus, do qual aprendeu não só a mansidão, a humildade e a bondade, mas também a paciência nas provações que enfrentou. Faleceu na sua Arquidiocese, no dia 20 de Março de 1923, depois de se ter preparado santamente para a morte, que ele soube acolher com paz e submissão, como sinal da vontade de Deus.

## Ligações Externas
- Biography at Vatican's site
- Picture
- Detailed biography (Polonês)